# Giuseppe Merlo
Pour les articles homonymes, voir Merlo.
Giuseppe Merlo dit Beppe Merlo, né le 11 octobre 1927 à Merano et mort le 17 juillet 2019 à Milan, est un joueur italien de tennis.

## Biographie
Beppe Merlo a découvert le tennis à Merano où son père est le gardien du club. Il s'installe après la Guerre à Bologne. En 1951, la Fédération italienne décide de l'envoyer quelques semaines en Californie où il s'entraîne auprès d'Eleanor Tennant, célèbre entraîneur de Maureen Connolly, ce qui lui permet de se mesurer à des joueurs tels que Jack Kramer et Pancho Gonzales. Alors relativement inconnu, il remporte son premier tournoi international à Cannes en mars 1951, puis un second la semaine suivante à Beaulieu-sur-Mer C'est dans cette même ville qu'il s'adjuge son dernier titre dix-huit ans plus tard en 1969.
Considéré comme l'inventeur du revers à deux mains, il est connu pour avoir atteint à deux reprises la finale des Internationaux d'Italie en 1955 et 1957 grâce à des victoires sur Mervyn Rose, Sven Davidson ou encore Budge Patty. Lors d'une finale houleuse en 1955 contre Fausto Gardini, il mène 6-1, 1-6, 6-3 et manque trois balles de match puis s'effondre à 6-6, victime de crampes. Il abandonne le match après que son adversaire a fait pression pour arrêter la rencontre. Il est aussi demi-finaliste à Roland-Garros en 1955 et 1956. La première fois, il élimine en quart de finale la tête de série n°2 du tournoi, l'américain Vic Seixas (12-10, 6-3, 6-3), tandis qu'en 1956, il écarte difficilement le français Paul Rémy en cinq sets (4-6, 6-2, 2-6, 6-4, 10-8) avant de s'incliner contre le futur vainqueur, Lew Hoad (6-4, 7-5, 6-4). Lors de son quart de finale contre Rémy, il rend un point à son adversaire à 7-7 au 5e set, lui permettant de servir pour le match mais il parvient finalement à l'emporter trois jeux plus tard sous les ovations du public.
Outre de multiples succès dans les tournois italiens (Naples, Palerme, Messine, Ortisei…), Giuseppe Merlo s'est imposé aux Championnats d'Allemagne Indoor de Cologne en 1955, à Alexandrie en 1959, mais aussi à Bombay, Ankara, Tokyo, Oslo, Valence, Barcelone, Båstad ou encore Beaulieu-sur-Mer.
Ce joueur très apprécié du public pour sa sportivité a fait partie dans les années 1950 et 1960 des tout meilleurs joueurs de tennis italiens au même titre que ses rivaux Nicola Pietrangeli, Orlando Sirola et Fausto Gardini. Il a remporté les Championnats nationaux d'Italie en 1956, 1957, 1960 et 1963. Il a représenté l'Italie en Coupe Davis entre 1951 et 1965. Jouant uniquement en simple, il compte notamment des victoires sur Lennart Bergelin et Ulf Schmidt lors des finales de la zone européenne disputées en 1955 et 1956.
Son jeu curieux et efficace était notamment caractérisé par une prise de balle précoce et des passing-shots redoutables à une époque où les meilleurs étaient des joueurs de volée. Il avait la particularité de frapper ses coups droit en tenant sa raquette à mi-hauteur de manche et ses revers avec sa main droite au dessus de la gauche. Employé de banque à Milan dans le civil, il devient par la suite professionnel pendant quelque temps à Las Vegas.

## Palmarès (partiel)

### Titres en simple messieurs
| No | Date       | Nom et lieu du tournoi                                    | Catégorie | Surface      | Finaliste      | Score                   |  |
| -- | ---------- | --------------------------------------------------------- | --------- | ------------ | -------------- | ----------------------- |  |
| 1  | 11-04-1954 | Napoli Championships, Naples                              |           | Terre (ext.) | Fausto Gardini | 6-1, 6-3, 6-4           |  |
| 2  | 02-07-1955 | German International Covered Court Championships, Cologne |           | Dur (int.)   | Orlando Sirola | 8-6, 4-6, 6-3, 1-6, 6-3 |  |

### Finales en simple messieurs
| No | Date       | Nom et lieu du tournoi          | Catégorie | Surface      | Vainqueur          | Score                   |  |
| -- | ---------- | ------------------------------- | --------- | ------------ | ------------------ | ----------------------- |  |
| 1  | 23-04-1955 | Firenze International, Florence |           | Terre (ext.) | Fausto Gardini     | 3-6, 1-6, 6-0, 6-0, ab. |  |
| 2  | 03-05-1955 | Internationaux d'Italie, Rome   |           | Terre (ext.) | Fausto Gardini     | 1-6, 6-1, 3-6, 6-6, ab. |  |
| 3  | 09-04-1956 | Napoli Championships, Naples    |           | Terre (ext.) | Lew Hoad           | 6-2, 7-5, 8-6           |  |
| 4  | 07-05-1957 | Internationaux d'Italie, Rome   |           | Terre (ext.) | Nicola Pietrangeli | 8-6, 6-2, 6-4           |  |
| 5  | 21-04-1958 | British Hard Court, Bournemouth |           | Terre (ext.) | William Knight     | 5-7, 6-0, 6-2, 6-3      |  |
| 6  | 30-05-1960 | Trofeo Conde de Godo, Barcelone |           | Terre (ext.) | Andrés Gimeno      | 6-1, 6-2, 6-1           |  |

## Parcours dans les tournois duGrand Chelem

### En simple
| Année | Open d'Australie | Open d'Australie | Internationaux de France | Internationaux de France | Wimbledon       | Wimbledon     | US Open         | US Open      |
| ----- | ---------------- | ---------------- | ------------------------ | ------------------------ | --------------- | ------------- | --------------- | ------------ |
| 1951  | —                | —                | 1er tour (1/64)          | E. Garrett               | —               | —             | —               | —            |
| 1952  | —                | —                | 3e tour (1/16)           | Dick Savitt              | 1er tour (1/64) | Lew Hoad      | —               | —            |
| 1953  | —                | —                | 1/8 de finale            | Lew Hoad                 | 2e tour (1/32)  | Torben Ulrich | —               | —            |
| 1955  | —                | —                | 1/2 finale               | Sven Davidson            | 1/8 de finale   | Ken Rosewall  | 1er tour (1/64) | Bobby Wilson |
| 1956  | —                | —                | 1/2 finale               | Lew Hoad                 | —               | —             | —               | —            |
| 1957  | —                | —                | 1/8 de finale            | Robert Haillet           | —               | —             | —               | —            |
| 1958  | —                | —                | 1/4 de finale            | Ashley Cooper            | —               | —             | —               | —            |
| 1959  | —                | —                | 1/8 de finale            | Luis Ayala               | 2e tour (1/32)  | John Frost    | —               | —            |
| 1960  | —                | —                | 1/8 de finale            | Luis Ayala               | 2e tour (1/32)  | Roger Becker  | —               | —            |
| 1961  | —                | —                | —                        | —                        | 1er tour (1/64) | W. Bungert    | —               | —            |
| 1962  | —                | —                | 1/8 de finale            | Pierre Darmon            | —               | —             | —               | —            |
| 1963  | —                | —                | 1er tour (1/64)          | Ian Crookenden           | 3e tour (1/16)  | Adrian Bey    | —               | —            |
| 1964  | —                | —                | 1er tour (1/64)          | Andrzej Licis            | —               | —             | —               | —            |
| 1965  | —                | —                | 2e tour (1/32)           | Bill Bowrey              | 1er tour (1/64) | Premjit Lall  | —               | —            |
| 1966  | —                | —                | 2e tour (1/32)           | Tony Roche               | —               | —             | —               | —            |
| 1967  | —                | —                | 1er tour (1/64)          | V. Egorov                | —               | —             | —               | —            |
| 1968  | —                | —                | —                        | —                        | 1er tour (1/64) | Stan Smith    | —               | —            |
| 1969  | —                | —                | 1er tour (1/64)          | Piero Toci               | —               | —             | —               | —            |

N.B. : à droite du résultat se trouve le nom de l'ultime adversaire.